# Henk Norel
Pour les articles homonymes, voir Norel.
Henk Norel (né le 17 septembre 1987 à Gorinchem, aux Pays-Bas) est un joueur néerlandais de basket-ball jouant au poste d'ailier fort.

## Biographie
Henk Norel est sélectionné au 47e rang de la draft 2009 par les Timberwolves du Minnesota.
Lors de la saison 2017-2018 du championnat d'Espagne, Norel est élu dans l'équipe-type de la compétition avec le MVP slovène Luka Dončić, l'Américain Gary Neal, l'Israélien Sylven Landesberg et le Géorgien Tornike Shengelia.
En août 2020, Norel annonce la fin de sa carrière professionnelle car il a déjà subi cinq opérations au genou lors de sa carrière et ne souhaite pas prendre de risque supplémentaire avec sa santé.